# Pointe-à-Callière

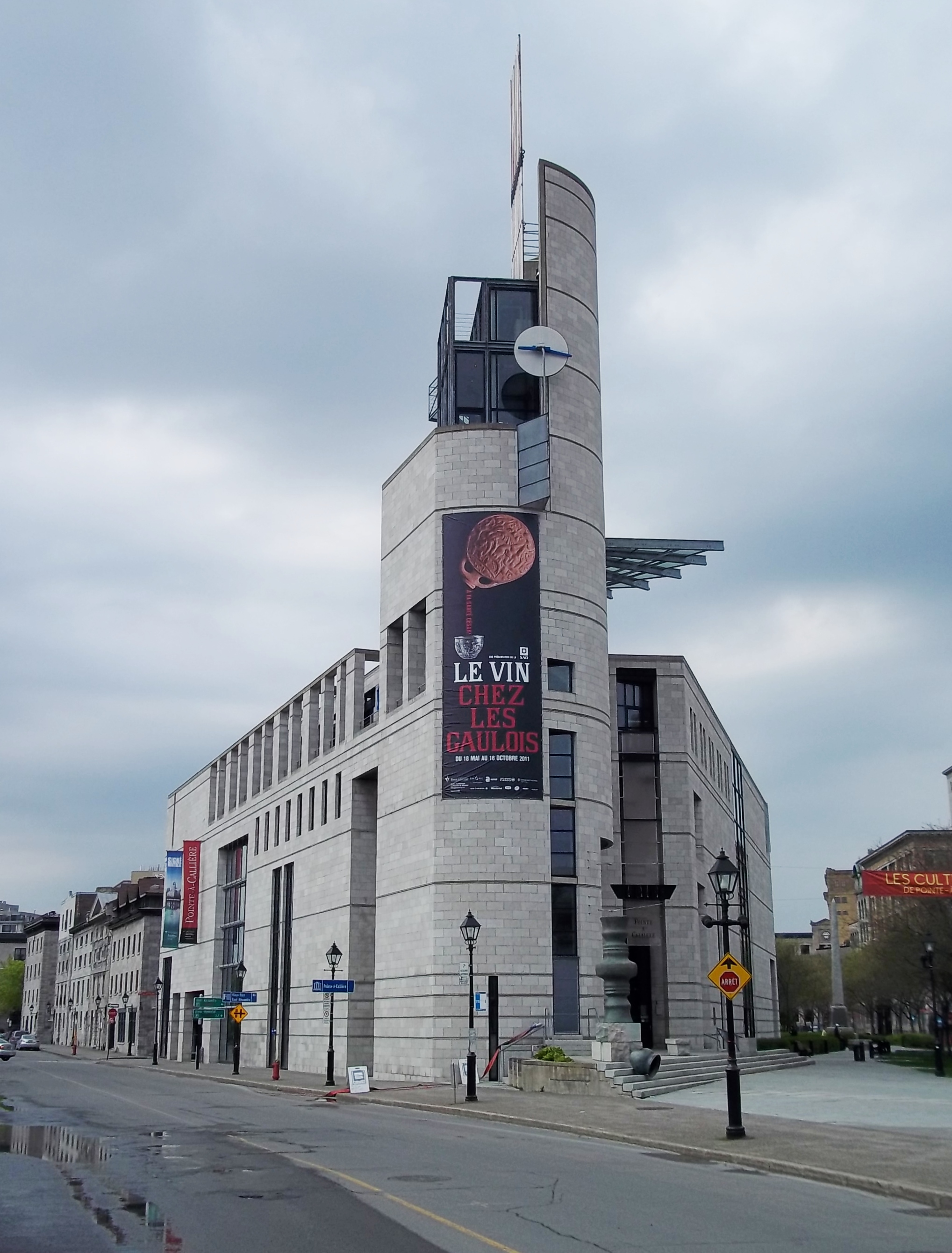
Musée Pointe-à-Callière

Die Pointe-à-Callière ist der Gründungsort der Siedlung Ville-Marie, aus der sich später die kanadische Stadt Montreal entwickelte. Es handelt sich dabei um eine kleine dreieckige Landspitze an der Mündung eines mittlerweile verschwundenen Baches in den Sankt-Lorenz-Strom. Benannt ist sie nach Louis-Hector de Callière, Gouverneur von Montreal und Neufrankreich.
Wenige Meter nördlich der Pointe-à-Callière befindet sich die Place Royale mit dem Alten Zollhaus.

## Geschichte

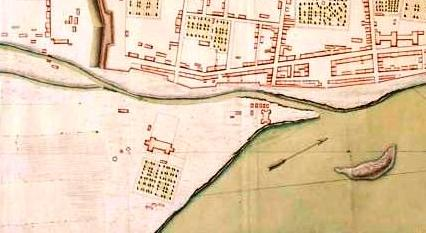
Pointe-à-Callière (1749)

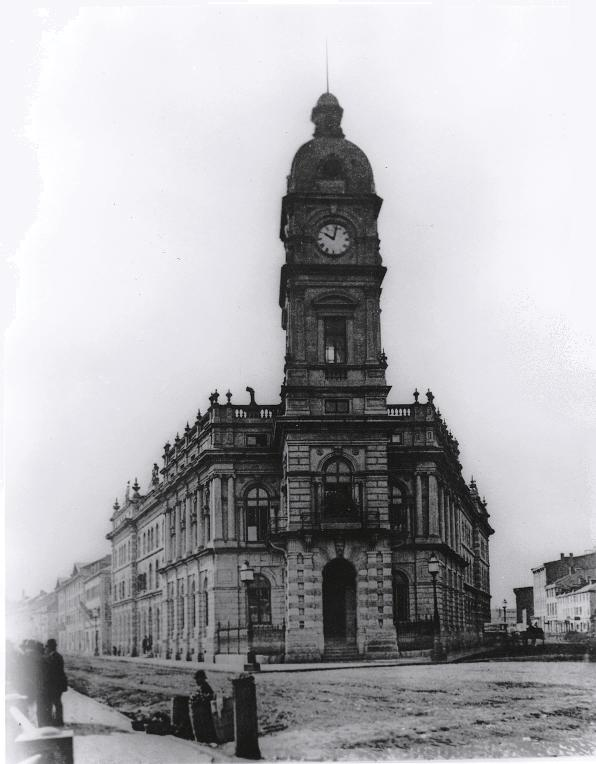
Gebäude der Royal Insurance Company

Am 17. Mai 1642 gründeten Paul Chomedey de Maisonneuve und Jeanne Mance mit rund vierzig Kolonisten das Fort Ville-Marie. Das Fort wurde 1688 abgerissen und auf dem Grundstück entstand die Residenz des Gouverneurs. Ab 1765 befanden sich hier verschiedene Geschäftshäuser, insbesondere Lagerhallen. 1860 erbaute die Versicherungsgesellschaft Royal Insurance Company ein neues Gebäude. Die Bundesregierung kaufte es einige Jahre später und nutzte es für die Zollverwaltung. Nachdem das Gebäude 1947 bei einem Brand stark beschädigt worden war, wurde es 1951 abgerissen.
Das Grundstück diente danach drei Jahrzehnte lang als Parkplatz, bis die Stadt 1982 dort einen kleinen Park anlegte. Ab 1989 fanden umfangreiche archäologische Untersuchungen statt. Im selben Jahr begannen die Bauarbeiten an einem neuen Gebäude namens Éperon („Sporn“), das am 17. Mai 1992 anlässlich des 350. Gründungsjubiläums von Montreal eröffnet wurde. Es erinnert von seiner Bauform her an das alte Gebäude der Versicherung und beherbergt das Musée Pointe-à-Callière, das die Geschichte der Stadt und archäologische Funde präsentiert.